# Frank R. McKelvy
Frank R. McKelvy (24 janvier 1914 - 18 février 1980) est un décorateur américain. Il a été nommé pour sept Oscars dans la catégorie Meilleure direction artistique. Il a travaillé sur près de 70 films et émissions de télévision différents de 1947 à 1979.

## Biographie
Frank R. McKelvy est né le 24 janvier 1914 en Pennsylvanie
De 1962 à sa retraite, il participe à de nombreux films produits par Walt Disney Productions en parallèle d'autres studios.
Il décède le 18 février 1980 à Los Angeles

## Filmographie partielle
- 1947 : Les Corsaires de la terre
- 1955 : Strategic Air Command
- 1956 : Un magnifique salaud (The Proud and Profane)
- 1957 : À deux pas de l'enfer
- 1957 : Du sang dans le désert
- 1958 : Sueurs froides (Vertigo)
- 1959 : La Mort aux trousses (North by Northwest)
- 1959 : La Vie à belles dents
- 1961 : Les Pas du tigre
- 1961 : Les Désaxés
- 1961 : Mon séducteur de père
- 1962 : Le Pigeon qui sauva Rome (The Pigeon That Took Rome)
- 1963 : L'Été magique
- 1964 : For the Love of Willadean
- 1965 : Gallegher, série télévisée
- 1966 : Quatre Bassets pour un danois
- 1966 : Lieutenant Robinson Crusoé
- 1966 : Demain des hommes
- 1967 : Rentrez chez vous, les singes !
- 1967 : Le Plus Heureux des milliardaires
- 1968 : Frissons garantis
- 1968 : Le Cheval aux sabots d'or
- 1969 : Un raton nommé Rascal
- 1969 : On achève bien les chevaux (They Shoot Horses, Don't They?)
- 1971 : Un singulier directeur
- 1971 : Scandalous John
- 1972 : Pas vu, pas pris
- 1973 : Charley et l'Ange
- 1974 : Tremblement de terre (Earthquake)
- 1975 : Les Visiteurs d'un autre monde
- 1975 : L'Odyssée du Hindenburg (The Hindenburg)
- 1976 : La Folle Escapade
- 1976 : Le Trésor de Matacumba
- 1976 : Gus
- 1977 : Un autre homme, une autre chance
- 1977 : La Coccinelle à Monte-Carlo
- 1978 : Tête brûlée et pied tendre (Hot Lead and Cold Feet) de Robert Butler
- 1979 : Le Trou noir

## Distinctions
McKelvy a été nommé pour sept Oscars pour la meilleure direction artistique.
- 1956 : Un magnifique salaud (The Proud and Profane)
- 1958 : Sueurs froides (Vertigo)
- 1959 : La Mort aux trousses (North by Northwest)
- 1962 : Le Pigeon qui sauva Rome (The Pigeon That Took Rome)
- 1969 : On achève bien les chevaux (They Shoot Horses, Don't They?)
- 1974 : Tremblement de terre (Earthquake)
- 1975 : L'Odyssée du Hindenburg (The Hindenburg)[2]